# Mission Hill (Dakota Południowa)
Mission Hill – miasto w Stanach Zjednoczonych, w stanie Dakota Południowa, w hrabstwie Yankton.